# Couronnement de la Vierge (Quarton)
Pour les articles homonymes, voir Couronnement de la Vierge (homonymie).
Le Couronnement de la Vierge est un tableau peint par Enguerrand Quarton conservé au Musée Pierre-de-Luxembourg à Villeneuve-lès-Avignon.

## Historique
Quand, en 1791, les révolutionnaires viennent dans la chartreuse Notre-Dame-du-Val-de-Bénédiction pour établir l'inventaire de ses biens, le Couronnement de la Vierge est le seul tableau dont le procureur, Dom Allignan, ne peut identifier le peintre. Installé alors dans l'hôpital, il est accroché en 1825 dans la chambre à coucher de la supérieure des sœurs hospitalières. En 1834, Prosper Mérimée essaie en vain de l'échanger contre des œuvres modernes, avant qu'il entre en 1868 dans le musée local installé dans l'hospice. Il fait alors l'objet d'attributions au roi René, à Albrecht Dürer, à Jean Fouquet ou à d'autres peintres. 
La découverte en 1889 du prix-fait par le chanoine Requin, permet alors de préciser que la commande a été faite par Jean de Montagnac, chanoine de la collégiale Saint-Agricol d'Avignon et chapelain, le 24 avril 1453, afin d'orner l'autel de la chapelle de la Sainte-Trinité de l'église des chartreux de Villeneuve-lès-Avignon, où est enterré le pape Innocent VI, fondateur de la chartreuse.
Le tableau se trouve depuis 1986 dans le musée Pierre-de-Luxembourg à Villeneuve-lès-Avignon.

## Prix-fait du 24 avril 1453
Le prix-fait décrit avec une grande précision le tableau à réaliser par Enguerrand Quarton.
| Texte | Texte |
| Texte originel en latin et français | Texte en français |
| --- | --- |
| Die XXIIII aprilis (1453), magister Enguerandus Quarton, diocesis Laudunensis, pictor habitator Avinionis pactum fecit et conventionem dicto domino Johanni Montanhacii, presenti stipulanti et recipienti, de pigendo unum retabulum sub modo, forma et comprehensione contentis et expressis in quodam papiri cedula articulata quam michi tradinerunt in romancio scriptam, cujus tenor sequitur et est talis : | Le 24 avril 1453, Maître Enguerrand Quarton, du diocèse de Laon, peintre et habitant d'Avignon a établi pacte et convention avec le seigneur Jean de Montagnac, ici présent, pour peindre un retable dont la forme et tout ce qui le compose a été détaillé point par point sur papier, écrit en langue française, et dont s'ensuit le contenu : |
| S'ensuit l'ordonnance du retable que messire Jean de Montagnac, chappellain, fait faire par maistre Enguerrant paintre pour mettre en l'église des Chartreux de Villeneufve lez Avignon en l'autier de la sainte Trinité | Suit la composition du retable que Messire Jean de Montagnac a fait faire par le peintre Maître Enguerrand et que l'on mettra à l'église des chartreux de Villeneuve-lès-Avignon, sur l'autel de la Sainte Trinité |
| Premièrement y doit estre la forme de paradiz et en ce paradiz doit estre la sainte Trinité, et du pere au filz ne doit avoir nulle différence, et le Saint Esperit en forme d'une colombe et Nostre Dame devant selon qu'il semblera mieulx audit maistre Enguerrand ; à laquelle Nostre Dame, la Sainte Trinité mettra la couronne sur la teste. | Premièrement, doit figurer le paradis et dans ce paradis on doit voir la Sainte Trinité, sans aucune différence entre le Père et le Fils ; Le Saint-Esprit doit avoir la forme d'une colombe avec Notre Dame devant, placé comme il semblera préférable à Maître Enguerrand, la Sainte Trinité mettra la couronne sur la tête de Notre Dame. |
| Item les vestemens doivent estre riches ; celui de Nostre Dame doit estre de drap de damas blanc figuré selon l'adviz dudit maistre Enguerant et alentour la saincte Trinité doivent estre Chérubins et Séraphins. | Item, les vêtements doivent être riches ; celui de Notre Dame devra être de drap en damas blanc représenté en suivant l'avis de Maître Enguerand ; tout autour de la Sainte Trinité devront être peints des chérubins et des séraphins. |
| Item, du cousté de Nostre Dame doit estre l'ange Gabriel avec certaine quantité d'anges, et de l'autre cousté saint Michel aussi avec aucune quantité d'anges selon qu'il semblera mieulx audit maistre Enguerrand. | Item d'un côté de Notre Dame doit être l'ange Gabriel avec un groupe d'anges et de l'autre côté saint Michel avec un même nombre d'anges selon la disposition qui semblera le mieux à maître Enguerrand. |
| Item de l'autre part, saint Jehan Baptiste avec autres patriarches et prophètes selon l'adviz dudit maistre Enguerrand. | Item de l'autre côté Saint Jean-Baptiste et les d'autres patriarches et prophètes, disposés comme il plaira à Maître Enguerrand. |
| Item du cousté droit doivent estre saint Pierre et saint Paul avec certaines quantités d'autres apostres. | Item du côté droit, doivent être peints saint Pierre et saint-Paul avec un groupe d’apôtres. |
| Item, cousté saint Pierre doit estre ung pape martir auquel l'ange tiendra la tierre sur la teste, ensemble saint Estienne et saint Laurens en habis de diacres cardinaulx avec aussi d'autres saints martirs à l'ordonnance dudit maistre. | Item, à côté de saint Pierre doit figurer un Pape martyr auquel un ange tiendra la tiare sur la tête, avec dans le même groupe, saint Étienne et saint Laurent en habits de cardinal diacre, ainsi que d'autres saints martyrs, suivant le choix de Maître Enguerrand. |
| Item du cousté saint Jehan Baptiste seront les confesseurs, c'est assavoir saint Grégoire en la forme d'un pape comme dessus et deux sains cardinaulx, ung vieil et ung jeune, et saint Agricol et saint Hugues évesques (Sainst Hugue en habit de chartreux), aultres sains selon l'adviz dudit maistre Enguerrand. | Item à côté de saint Jean-Baptiste seront les confesseurs, à savoir saint Grégoire sous les traits d'un pape comme ci-dessus et deux saints cardinaux, un vieux, l'autre jeune, ainsi que saint Agricol et saint Hughes en évêques (saint Hugues en habits de chartreux), et d'autres saints selon l'avis de maître Enguerrand. |
| Item du cousté saint Pierre doit estre sainte Caterine avec certaines autres vierges selon l'adviz dudit maistre Enguerrand. | Item, à côté de saint Pierre doit être figurée sainte Catherine avec un groupe d'autres vierges, au gré de maître Enguerrand. |
| Item la part saint Jehan Baptiste la Madelene et les deux Maries Jacobi et Samoné chacune d'icelles tenant ès mains ce que tenir y doit, ensemble avec autres vefves selon l'adviz dudit maistre Enguerrand. | Item le groupe de saint Jean-Baptiste, la Madeleine et les deux Marie-Jacobé et Marie-Salomé, chacune avec ce qu'elles doivent avoir dans les mains, avec d'autres veuves, suivant l'avis de maître Enguerrand. |
| Item doit avoir en paradis dessus dit de tous estas du monde à l'ordonnance dudit maistre Enguerrand. | Item, il doit y avoir dans le Paradis tous les états du monde au gré de maître Enguerrand. |
| Item dessus ledit paradis doit estre le chiel auquel sera le soleil et la lune selon l'adviz dudit maistre Enguerrand. | Item, sous le Paradis il doit y avoir le ciel avec le soleil et la Lune selon le choix de maître Enguerrand. |
| Item après le chiel, le monde auquel se doit monstrer une partie de la cité de Rome. | Item, dessous le ciel, le monde où l'on doit voir une partie de la cité de Rome. |
| Item du cousté du soleil couchant doit estre la forme de l'église Saint Pierre de Rome et, devant ladite église, à l'issue à une pomme de ping de cuivre, et d'ilec on descent par grans degrez en une grande place tirant au pont Saint Ange. | Item en direction du soleil couchant, doit être représentée l'église Saint-Pierre de Rome et, devant l'église, une pomme de pin en cuivre, et de là on descend par de grands escaliers, vers une grande place donnant sur le pont Saint-Ange. |
| Item du cousté senestre de ladite a une partie de la muraille de Rome et de l'autre cousté sons maisons et boutiques de toutes manières de gens ; au bout de ladite place est le chastel de Saint Ange et un pont sur le Timbre (sic) qui vie en la dite cité de Rome. | Item, du côté gauche, une partie de la muraille de Rome et de l'autre côté seront des maisons et des boutiques avec toutes sortes de gens ; au bout de la place se trouve le château Saint-Ange et un pont sur le Tibre qui est en la dite cité de Rome. |
| Item en ladite cité a beaucoup d'églises en lesquelles est l'église Sainte Croix de Jérusalem où saint Grégoire célébra et lui apparut Notre Seigneur en forme de pitié en laquelle sera painte l'istoire selon l'ordonnance dudit maistre Enguerrant, en laquelle ystoire sera saincte Hugue chartreux assistant audit saint Grégoire avec autres prélatz selon l'adviz dudit maistre Enguerrand. | Item, dans cette cité seront beaucoup d'églises, parmi lesquelles l'église Sainte-Croix de Jérusalem où saint Grégoire célébra (la messe) au cours de laquelle lui apparut Notre Seigneur souffrant. L'histoire sera peinte selon l'ordonnance du maître Enguerrand, et dans cette histoire sera représenté saint Hugues chartreux assistant saint Grégoire ainsi que d'autres prélats, suivant l'avis de maître Enguerrand. |
| Item au partir de Rome se doit monstrer le Timbre entrant en la mer, et en la mer aura certaine quantité de galères et navires. | Item, au sortir de Rome, on doit montrer le Tibre rejoignant la mer et sur cette mer il y aura des galères et des navires. |
| Item aultre la mer sera une partie de Jerusalem ; premièrement le mont Olivet où sera la croix mon Seigneur, et au pié d'icelle aura un priant chartreux et un poy loin sera le monument mon Seigneur et un ange dessus disant : Surrexit, non est hic, ecce locus ubi posuerunt eum. | Item, de l'autre côté de la mer il y aura une partie de Jérusalem avec d'abord le Mont des Oliviers, ou sera la croix de Mon Seigneur, avec au pied de la croix un chartreux en prière, plus loin le tombeau de Mon Seigneur, avec un ange au-dessus disant : « Il est ressuscité, il n'est plus ici, voici le lieu ou ils l'on déposé ». |
| Item au pié dudit monument seront deux prians ; du cousté droit de la valée de Josaphat entre deux montagnes, en laquelle valée a une église où est le monument de Nostre Dame et un ange en disant : Assumpta est Maria ad ethereum thalamum in quo rex regum stellato sedet solio ; et au pié d'icellui monument un priant. | Item, au pied du tombeau, seront deux personnages en prière ; du côté droit, la vallée de Josaphat entre deux montagnes et dans cette vallée, une église ou le tombeau de Notre Dame, avec un ange disant : « Marie est montée au séjour céleste où le Roi des Rois siège sur un parterre d'étoiles » et au pied du tombeau un personnage en prière. |
| Item du cousté senestre aura une valée dans laquelle seront trois personnes toutes d'un aaige, de toutes trois partira raix de soleil, et là sera Abraham saillant de son tabernacle et adorant lesdittes trois personnes et disant : Domine, si inveni gratiam in loculis tuis, ne transeas servumtuum, sede, afferam paulalum aque et laventur pedes vestri. | Item du côté gauche, il y aura une vallée où seront trois personnages tous de même âge ; de tous trois partira un rayon de soleil, et là sera Abraham sortant de son tabernacle pour adorer les trois personnages en leur disant: « Seigneur, si j'ai trouvé grâce à tes yeux, ne chasse pas ton serviteur, assieds- toi et j'apporterai un peu d'eau pour laver tes pieds ». |
| Item en la seconde montaigne sera Moyses avecque ses brebis et ung jeune fils menant la musette et là, apparut audit Moyses Notre Seigneur en forme de feu du milieu d'ung buisson et dira Notre Seigneur : Moyses, Moyses, et Moyses répondra : Assum. | Item, sur la seconde montagne sera représenté Moïse avec ses brebis et son jeune fils avec sa musette ; c'est là qu'est apparu Notre Seigneur à Moïse sous la forme d'un feu au milieu d'un buisson et Notre Seigneur dira : « Moïse, Moïse », et Moïse répondra : « me voici ». |
| Item de la part droite sera purgatoire où les anges meneront joyes voyant que d'ilec s'en vont en paradis dont les deables meneront grand tristesse. | Item, sur la partie droite sera représenté le Purgatoire où les anges mèneront grande liesse et les diables grande tristesse de voir les âmes quitter le Purgatoire pour le Paradis. |
| Item du cousté senestre sera enfert, et entre purgatoire et enfert aura une montagne, et de la part du purgatoire au dessus de la montagne aura ung ange réconfortant les âmes du purgatoire ; et de la part d'enfert aura un déable sur la montagne très défigé tornant le dos à l'ange et gettant certaines âmes en enfert, lesquelles lui sont baillées par d'autres deables. | Item, du côté gauche, sera l'Enfer, et entre le Purgatoire et l'Enfer il y aura une montagne, et au-dessus de cette montagne, il y aura un ange pour réconforter les âmes du Purgatoire ; et du côté de l'Enfer, il y aura un diable, sur la montagne désolée tournant le dos à l'ange et jetant en Enfer les âmes qui lui seront données par d'autres diables. |
| Item en purgatoire et en enfert aura de tous estas selon l'adviz dudit maistre Enguerand. | Item, en Purgatoire et en Enfer, il y aura tous les états du monde selon l'avis de maître Enguerrand. |
| Item ledit retable doit estre fat tant à fines couleurs d'uille et l'azur doit estre fin azur d'acre, excepté celui qu'on mettra dans la bordure, lequel doit estre de fin azur d'alamaigne, et l'or que y entrera tant en la bordure comme entour le retable doit estre fin or et bruni. | Item, ce retable doit être fait de fines couleurs d'huile et l'azur doit être fait d'azur de Saint-Jean-d'Acre, excepté celui que l'on mettra en bordure, lequel doit être de fin azur d'Allemagne, et de l'or qui entrera dans la composition de la bordure et du pourtour du retable doit être d'or fin bruni. |
| Item ledit maistre Enguerrant monstrera toute sa science en la saincte Trinité et en la benoite Vierge Marie, et du demeurant selon sa conscience. | Item, ledit maître Enguerrand montrera toute sa science dans le traitement de la Sainte Trinité et de la benoîte Vierge Marie et pour le reste il fera selon sa conscience. |
| Item le renvers du retable sera paint d'ung fin drap de damas cremesin tout figuré de flores de liz. | Item, le dais du retable sera peint d'un fin drap de damas cramoisi tout constellé de fleurs de lys. |
| Promisit, inqual, idem magister Enguerandus hec facere et fideliter juxta premissam designationem a sancte Micaele proxime futuro in unum annum continuum proxime venientem pro precio centum viginti florenorum valore cujuslibet XXIIIIor solidorum monete Avinione currentis, in quorum diminucionem dictus pictor recognovit se habuisse ab eodem domino Johanne quadraginta florenos currentes, de quibus idem pictor tenuit se contentum, et inde dictum dominum Johannem quittavit. Pactum, etc ...Exceptione, etc ... Residuum autem dictus dominus Johannes promisit solvere eidem magistro Enguerrando ut sequitur, videlicet : viginti florenos quando idem pictor fecerit medium dicti operis ; item, quadraginta florenos secundum quod ipse operabit et pro rata ipsius operis ; et reliquos viginti florenos incontinenti dum dictum opus completum fuerit et positum in dicta ecclesia cartusiensi ; et dictus Johannes promisit securatorum erga dominos priorem et conventum cartusiensium quod ipsi respondebunt dicto magistro Enguerando de hujusmodi summa restante in defectu ipsius Johannis et nichilominus sibi mutuo refundere expensas. Proquibus tenendis, etc ... Actum in apotheco speciarie domus habitationis Johannis de Bria, speciatoris, civis avinionensis, presentibus, etc ... | Le maître Enguerrand a promis, dis-je, de s'acquitter de tout ceci fidèlement, selon la commande ci-contre, de la prochaine fête de Saint-Michel dans l'an à venir pour le prix de 120 florins, le florin valant 24 sous de la monnaie d'Avignon, monnaie courante ; ledit peintre a reconnu avoir reçu pour avance, à la commande du seigneur Jean, 40 florins courants, desquels le peintre s'est déclaré content et a tenu quitte le seigneur Jean. Il a été conclu... etc. Avec la restriction que... etc. Ledit seigneur Jean a promis qu'il paierait le reste à maître Enguerrand de la façon suivante : 20 florins lorsque le peintre aura achevé la moitié de l'œuvre, puis 40 florins ensuite selon l'avancement du travail, les 20 florins restants lorsque le travail serait complètement achevé et le tableau installé dans la dite église des Chartreux. Ledit Jean s'est engagé à s'employer à ce que le prieur et le couvent des Chartreux répondent eux-mêmes à l'égard de maitre Enguerrand du paiement de la somme restante au cas où messire Jehan lui-même ferait défaut. Et tout au moins que chacun rentre dans ses frais. Pour ces raisons, les deux parties en présence se sont engagées mutuellement, sur tous leurs biens personnels, mobiliers et immobiliers, présents et à venir, et se sont soumises aux cours de justice de la Chambre Apostolique et de sa Vice-génrance, autorités spirituelles et temporelles d'Avignon. Et par cet accord... Ils ont prêté serment de... Ils ont renoncé à... Pour ces raisons... Qui en tient lieu... Acte passé dans la boutique d'épicerie sise dans l'habitation de messire Jean de Bria, épicier, citoyen d'Avignon, en présence de Jehan lui-même et du seigneur Guuillaume Guy, prêtre, chanoine de l'église Saint Agricol d'Avignon, témoins, etc. Et devant moi, Jean Morel, etc. |

## Thème et composition
Les historiographes de l'art se sont étonnés de voir les chartreux passer commande d'une telle œuvre d'art par l'intermédiaire d'un chanoine pour orner une de leurs églises alors que les embellissements avaient été condamnés par le chapitre général de l'Ordre en 1424. 
Cette peinture n'avait pas de destination catéchique pouvant expliquer aux fidèles les thèmes du dogme catholique car la chapelle était séparée de l'église par un mur. Le tableau est une représentation de la pensée théologique des chartreux. Elle pouvait servir à la méditation des chartreux qui pouvaient s'imaginer comme celui représenté priant seul au pied de la Croix, peut-être saint Bruno qui n'a été canonisé qu'en 1514, et rappelant ce qu'écrivait Guigues II le Chartreux : le chartreux doit prier sans cesse. 
Son thème est celui du salut de l'humanité grâce à l'intercession de la Vierge Marie. Le prix-fait précisait « le paradiz et en ce paradiz on doit voir la sainte trinité, et du père au fils ne doit avoir aucune différence, et le saint esperit en forme d'une colombe, et nostre dame devant à laquelle la sainte trinité mettra la couronne sur la teste ». Le Père et le Fils sont représentés de la même forme, en quasi symétrie par rapport au Saint-Esprit, rappelant que le décret d'union Laetentur Coeli du 6 juillet 1439 avait proclamé que le Saint-Esprit procède du Père et du Fils pour réconcilier les églises grecque et latine. Plusieurs chartreux ont participé aux débats, dont Niccolò Albergati. 
Le tracé en cercles sécants permet de faire apparaître le sens symbolique du tableau.

### Composition
Le tableau comprend un registre supérieur, représentant le Paradis avec le Couronnement proprement dit et les anges et saints, et un registre inférieur montrant la Terre, le Purgatoire et l'Enfer.

#### Registre supérieur
On peut voir, de haut en bas :
| Sur le côté gauche                                                                                  | Au centre | Sur le côté droit |
| --------------------------------------------------------------------------------------------------- | --- | --- |
| l'archange Michel, portant l'épée, accompagné d'anges portant des encensoirs et d'anges musiciens ; | Le Fils (à gauche) et le Père (à droite), identiques de figure, avec le Saint-Esprit sous la forme d'une colombe, couronnent la Vierge. Ils sont entourés de séraphins (de couleur rouge) et de chérubins (de couleur bleue). | l'archange Gabriel, porteur d'une inscription contenant la salutation à Marie, entouré d'anges ; |
| des patriarches et prophètes de l'Ancien Testament, avec à leur tête saint Jean-Baptiste ;          | Le Fils (à gauche) et le Père (à droite), identiques de figure, avec le Saint-Esprit sous la forme d'une colombe, couronnent la Vierge. Ils sont entourés de séraphins (de couleur rouge) et de chérubins (de couleur bleue). | les apôtres ; |
| un groupe de martyrs, dont saint Étienne et saint Laurent ;                                         | Le Fils (à gauche) et le Père (à droite), identiques de figure, avec le Saint-Esprit sous la forme d'une colombe, couronnent la Vierge. Ils sont entourés de séraphins (de couleur rouge) et de chérubins (de couleur bleue). | des confesseurs, dont Grégoire le Grand, ainsi que saint Agricol en habit noir et saint Hugues de Lincoln avec l'habit blanc des chartreux. On voit aussi deux cardinaux mentionnés dans le prix-fait ; |
| des fondateurs d'ordres religieux, non mentionnés dans le prix-fait ;                               | Le Fils (à gauche) et le Père (à droite), identiques de figure, avec le Saint-Esprit sous la forme d'une colombe, couronnent la Vierge. Ils sont entourés de séraphins (de couleur rouge) et de chérubins (de couleur bleue). | un groupe de saintes, dont sainte Catherine d'Alexandrie qui montre le Christ de son index, Madeleine et les deux saintes Maries de la Mer ;                                                            |
| des personnages importants : un roi, un cardinal, un empereur, un pape ;                            | Le Fils (à gauche) et le Père (à droite), identiques de figure, avec le Saint-Esprit sous la forme d'une colombe, couronnent la Vierge. Ils sont entourés de séraphins (de couleur rouge) et de chérubins (de couleur bleue). | des notables et gens du peuple ; |
| les saints Innocents.                                                                               | Le Fils (à gauche) et le Père (à droite), identiques de figure, avec le Saint-Esprit sous la forme d'une colombe, couronnent la Vierge. Ils sont entourés de séraphins (de couleur rouge) et de chérubins (de couleur bleue). | les saints Innocents. |

#### Registre inférieur
Conformément au prix-fait, le registre inférieur présente les villes de Rome (à gauche) et de Jérusalem (à droite), ainsi que le Purgatoire (en bas à gauche) et l'Enfer (en bas à droite).
| Rome | La Croix | Jérusalem |
| --- | --- | --- |
| Tandis que Moïse est représenté à l'extrême-gauche devant le Buisson ardent où lui apparaît le Christ, la ville de Rome est représentée avec de nombreux personnages et détails pittoresques. Le programme comprend, de gauche à droite : - la messe de saint Grégoire dans la basilique Sainte-Croix-de-Jérusalem de Rome, théâtre d'une autre apparition miraculeuse du Christ ; - un pont sur le Tibre ; - le château Saint-Ange, qui ressemble à la tour Philippe-le-Bel de Villeneuve-lès-Avignon ; - l'église Saint-Pierre-de-Rome, en fait inspirée de la collégiale Notre-Dame à Villeneuve-lès-Avignon. | Au milieu, un Christ en croix domine la composition du registre inférieur. À ses pieds, un chartreux prie pour le salut des âmes. Plus bas à droite, Guillaume de Montjoie, évêque de Béziers, prie devant le tombeau du Christ. | Sur la droite s'étend la cité de Jérusalem, entourée de murailles couronnées de coupoles, moins animée que Rome. Tout à droite, s'élève le temple de Salomon. Au-dessous de celui-ci se trouve le tombeau de la Vierge. |

| Les Limbes et le Purgatoire | L'Enfer |
| --- | --- |
| En bas à l'extrême-gauche, les enfants morts sans baptême sont enfermés dans les Limbes. Plus à droite, les âmes du Purgatoire tendent les bras vers les anges, qui attirent certains d'entre eux vers le Paradis en les emportant au ciel, au-dessus de la cité de Rome. | Au pied de la Croix à droite, un diable retient les âmes en enfer. Au centre de l'enfer trône Belzébuth. Parmi les damnés, un homme allongé à gauche illustre le péché de paresse. À droite, plusieurs personnages attablés sont coupables du péché de gourmandise. Enfin à l'extrême-droite, un homme et une femme représentent le péché de luxure. |